# Liste der Einträge im National Register of Historic Places im Franklin County (Washington)
Diese Liste der Einträge im National Register of Historic Places im Franklin County (Washington) enthält alle im Franklin County, Washington in das National Register of Historic Places eingetragenen Gebäude, Bauwerke, Objekte, Stätten oder historischen Distrikte.
Diese Liste entspricht dem Bearbeitungsstand des National Park Service/National Register of Historic Places vom 16. August 2024.

## Legende
| NRHP | Historic Place             |
| HD   | National Historic District |
| NHL  | National Historic Landmark |

## Aktuelle Einträge
| [ 2 ] | Name                                                             | Bild                   | Eintragsdatum                  | Lage                                                                     | Ort         | Beschreibung |
| ----- | ---------------------------------------------------------------- | ---------------------- | ------------------------------ | ------------------------------------------------------------------------ | ----------- | ------------ |
| 1     | Allen Rockshelter                                                |                        | 16. Nov. 1978 ID-Nr. 78002741  | Adresse nicht veröffentlicht                                             | Pasco       |              |
| 2     | Burr Cave                                                        |                        | 15. Dez. 1978 ID-Nr. 78002742  | Adresse nicht veröffentlicht                                             | Walker      |              |
| 3     | Franklin County Courthouse                                       | weitere Bilder         | 8. Feb. 1978 ID-Nr. 78002740   | 1016 N. 4th Ave.. 46° 14′ 14″ N, 119° 5′ 44″ W                           | Pasco       |              |
| 4     | Kurtzman Park                                                    | weitere Bilder         | 27. Dez. 2022 ID-Nr. 100008491 | 331 S. Wehe Ave. 46° 13′ 54,8″ N, 119° 4′ 28,6″ W                        | Pasco       |              |
| 5     | Lower Snake River Archaeological District                        | weitere Bilder         | 29. Okt. 1984 ID-Nr. 84000471  | Adresse nicht veröffentlicht                                             | Pasco       |              |
| 6     | Marmes Rockshelter                                               | weitere Bilder         | 15. Okt. 1966 ID-Nr. 66000745  | Under Lake Herbert G. West 46° 36′ 51,8″ N, 118° 12′ 9″ W                | Lyons Ferry |              |
| 7     | James Moore House                                                | James Moore House      | 31. Mai 1979 ID-Nr. 79002532   | Off U.S. 395 46° 13′ 43″ N, 119° 8′ 4″ W                                 | Pasco       |              |
| 8     | Morning Star Baptist Church                                      | weitere Bilder         | 29. Sep. 2022 ID-Nr. 100008226 | 631 South Douglas Ave. 46° 13′ 41,5″ N, 119° 4′ 19,6″ W                  | Pasco       |              |
| 9     | Palouse Canyon Archaeological District                           | weitere Bilder         | 29. Okt. 1984 ID-Nr. 84000464  | Adresse nicht veröffentlicht                                             | Starbuck    |              |
| 10    | Pasco Carnegie Library                                           | Pasco Carnegie Library | 3. Aug. 1982 ID-Nr. 82004212   | 305 N. 4th Ave. 46° 13′ 58″ N, 119° 5′ 35″ W                             | Pasco       |              |
| 11    | Sacajawea State Park                                             | weitere Bilder         | 24. Apr. 2007 ID-Nr. 07000364  | 2503 Sacajawea Park Rd 46° 12′ 0″ N, 119° 2′ 26″ W                       | Pasco       |              |
| 12    | Savage Island Archeological District                             | weitere Bilder         | 28. Aug. 1976 ID-Nr. 76001881  | Adresse nicht veröffentlicht                                             | Richland    |              |
| 13    | Spokane, Portland and Seattle Railway Company-Box Canyon Viaduct | weitere Bilder         | 31. Dez. 2018 ID-Nr. 100003280 | Milepost 270.0, ehemalige SP&S RR line 46° 32′ 56,8″ N, 118° 33′ 29,2″ W | Windust     |              |
| 14    | Strawberry Island Village Archeological Site                     | weitere Bilder         | 21. Aug. 1980 ID-Nr. 80003999  | Adresse nicht veröffentlicht                                             | Pasco       |              |
| 15    | Tri-Cities Archaeological District                               | weitere Bilder         | 29. Okt. 1984 ID-Nr. 84000468  | Adresse nicht veröffentlicht                                             | Richland    |              |
| 16    | Windust Caves Archaeological District                            | weitere Bilder         | 29. Okt. 1984 ID-Nr. 84000479  | Adresse nicht veröffentlicht                                             | Windust     |              |